# Opius entzi
Opius entzi är en stekelart som beskrevs av Papp 1985. Opius entzi ingår i släktet Opius och familjen bracksteklar. Inga underarter finns listade i Catalogue of Life.